# PeopleSoft
PeopleSoft, Inc. fue una compañía que suministraba software de Planificación de Recursos Empresariales (E.R.P. - Enterprise Resource Planning), gestión de Recursos Humanos, gestión de las Relaciones con los Clientes (CRM, customer relationship management) y Gestión de Nómina a grandes empresas.
Fundada en 1987 por Dave Duffield y Ken Morris, y con sede en Pleasanton, California, los inicios de PeopleSoft comienzan con una idea de Duffield sobre la versión Cliente-Servidor (en aquel entonces un concepto nuevo) de Integral un paquete de gestión de Recursos Humanos popular para grandes arquitecturas. Cuando Integral declinó seguir desarrollando la aplicación, permitió a Duffield lograr su sueño, PeopleSoft había nacido.
El 13 de diciembre de 2004, PeopleSoft fue adquirida por Oracle Corporation y dejó de ser una compañía independiente, aunque su línea de productos sigue.